# 動物區系喪失
動物區系喪失是指群集中動物種群或物種的全球性、局部性或功能性滅絕。

## 概述
人口的增長，加上森林砍伐技術的進步，使得對環境的開發更加有效。這導致了生態群落中大型脊椎動物的遽減，形成了所謂的“空森林”。動物區系喪失不同於滅絕，動物區系喪失包括物種的消失和數量的減少。1988年於巴西坎皮納斯大學舉行的植物-動物相互作用研討會上，在新熱帶森林的背景下首次揭示了動物區系喪失的影響。從那時起，「動物區系喪失」一詞作為一種全球現象在保護生物學中得到了更廣泛的使用。
據估計，過去40年來，超過50%的野生動物已經消失。科學家估計到2020年，世界上68%的野生動物將消失。在南美洲，據信70%的野生動物已經消失了。